# Люка, Лоран
Лоран Люка (фр. Laurent Lucas) — французский актёр.

## Биографические сведения
Лоран Люка родился в Париже 20 июня 1965 года. Его актёрский дебют состоялся в 1989 году, в фильме «Les sirènes de minuit». В 1997 году он исполнил одну из главных ролей в фильме «Меня пугает любовь». Роль Симона в фильме «Будь храбрым!» (1999 год) принесла Лорану номинацию на национальную кинонаграду Франции «Сезар» в категории «Лучший начинающий актёр».
В 2000 году Лоран Люка исполнил ведущую роль в фильме «Гарри — друг, который желает вам добра». Этот фильм был отмечен многочисленными наградами («Сезар») и номинациями (Каннский кинофестиваль). В 2002 году Лоран исполнил роль мужа главной героини в фильме Марины де Ван «В моей коже». В 2003 году на экраны вышли сразу несколько фильмов с его участием: «Смех и наказание», «Кто убил Бэмби?», «Тирезия», «Жестокость обменов в умеренной среде».

## Избранная фильмография
| Год  | Русское название                       | Оригинальное название                   | Роль                             |
| ---- | -------------------------------------- | --------------------------------------- | -------------------------------- |
| 2016 | Одиссея                                | L’odyssée                               | Филипп Тайле                     |
| 2016 | Сырое                                  | Grave                                   | отец                             |
| 2015 | Флорида                                | Floride                                 | Томас                            |
| 2014 | Аллилуйя                               | Alleluia                                | Мишель                           |
| 2010 | Роман с Кейт Логан                     | The Kate Logan Affair                   | Бенуа Гандо                      |
| 2008 | На войне                               | De la guerre                            | Лоран Люка                       |
| 2008 | Мама у парикмахера                     | Maman est chez le coiffeur              | Гоуэн                            |
| 2007 | Захват                                 | La Capture                              | отец                             |
| 2007 | Встречное расследование                | Contre-enquête                          | Даниэль                          |
| 2007 | От частности к частности               | De particulier à particulier            | Филиппе                          |
| 2006 | По следам Игоря Рицци                  | Sur la trace d"Igor Rizzi               | Жан-Марк Тома (футболист-киллер) |
| 2005 | Лемминг                                | Lemming                                 | Ален Гетти                       |
| 2004 | Мучение                                | Calvaire                                | Марк Стивенс                     |
| 2004 | Жестокость обменов в умеренной среде   | Violence des échanges en milieu tempéré | Хуго                             |
| 2003 | Тирезия                                | Tiresia                                 | Терранова / отец Фрэнсис         |
| 2003 | Кто убил Бэмби?                        | Qui a tué Bambi?                        | доктор Филипп                    |
| 2003 | Смех и наказание                       | Rire et Châtiment                       | Жак                              |
| 2002 | В моей коже                            | Dans ma peau                            | Винсент                          |
| 2001 | Порнограф                              | Le Pornographe                          | Карл                             |
| 2000 | 30 лет                                 | 30 ans                                  | Аврелиан                         |
| 2000 | Гарри — друг, который желает вам добра | Harry, un ami qui vous veut du bien     | Майкл                            |
| 1999 | Будь храбрым!                          | Haut les cœurs!                         | Симон                            |
| 1999 | Пола Икс                               | Pola X                                  | Тибо                             |
| 1999 | Ничего о Робере                        | Rien sur Robert                         | Джером Совер                     |
| 1997 | Меня пугает любовь                     | J’ai horreur de l’amour                 | Лоран Блондель                   |